# Pedro Álvarez de Frutos
Pedro Álvarez de Frutos (Segovia, 6 de julio de 1951) es un profesor y político español.

## Biografía
Nacido en una familia humilde de Segovia, estudió el bachillerato en el Instituto Andrés Laguna, posteriormente Magisterio en la Escuela Normal y, más tarde, Geografía e Historia en el Colegio Universitario Domingo de Soto de la misma capital, para terminar la licenciatura en la Universidad Complutense de Madrid.
Maestro nacional desde 1973, inspector extraordinario de educación (1988-1992), fue profesor de Enseñanza Secundaria en el Instituto Mariano Quintanilla de Segovia desde 1993, donde ha sido jefe de estudios y ha participado, organizado y dirigido más de quince viajes de estudio a Grecia para sus alumnos.
Comenzó su actividad política durante los estudios de Magisterio con la fundación de las "Comisiones de Estudio" en la Escuela Normal de Segovia, que pretendían modernizar los estudios de Magisterio y, después, participó en el grupo director de la "Coordinadora de Maestros", que pretendía una representación democrática del los trabajadores de la enseñanza. Fundador del grupo de estudio "Comisión para la mejora de la calidad de la enseñanza" de Segovia, fue miembro de la Coordinadora Democrártica en Segovia, y en 1979 se afilió al PSOE y la UGT, donde formó parte de numerosas Comisiones Ejecutivas Locales y Provinciales, así como del Comité Regional de Castilla y León del Partido Socialista de Castilla y León.
Fue elegido senador por la provincia de Segovia en las elecciones de 1982, II Legislatura (1982-1986), y miembro del Consejo de Administración y de la Comisión Ejecutiva de la Caja de Ahorros de Segovia desde septiembre de 1999 a septiembre de 2003 y vicepresidente de la misma entidad desde febrero de 2002.
Activo colaborador en la prensa local y regional de Segovia: El Adelantado de Segovia, El Norte de Castilla y en el, ya desaparecido en papel, Diario de Castilla, en temas de educación, historia y política. En la actualidad también colabora con el boletín electrónico Panorama griego y es consejero de la Revista Tribuna Abierta de Estudios Hispano-Helénicos.
Abandonó el PSOE en el año 2008 por discrepancias con la política interna y de gobierno de José Luis Rodríguez Zapatero.

## Publicaciones

### Guías de viaje
- 2005 Guía de Atenas, el Hombre y la Palabra. Embajada de Grecia en Madrid y Asociación Cultural Paraninfo.
- 2007 Bienvenido a Grecia. Geografía, Historia y Arte. CD
- 2008 Teseo y Ariadna liberan Atenas. CD.
- 2009 Delfos. Cuaderno de viaje.
- 2010 Micenas y el mundo micénico. Cuaderno de viaje.
- 2011 Museo de la Acrópolis -Atenas-. Guía para la visita.
- 2011 Museo Arqueológico de Atenas. Guía para la visita.
- 2012 Conoce Atenas.

### Históricas
- 1984 Segovia y la Guerra de las Comunidades: Análisis social. En Hispania, XLIV 158. C.S.I.C.
- 1987 La Revolución Comunera en tierras de Segovia. Caja de Ahorros de Segovia.
- 1989 Análisis político-social de la Revolución Comunera en Segovia: Causas y represión. En Estudios Segovianos. Instituto Diego de Colmenares.
- 1989 La actividad económica en la Ciudad de Segovia en el año 1520. En Actas del Congreso Historia de la Ciudad de Segovia.
- 1989 Segovianos en la defensa del Rosellón. En Estudios Segovianos. Instituto Diego de Colmenares.
- 2001 La globalización histórica en entredicho: Las ciudades castellanas contra Carlos V. En EL OLIVO (Documentación y estudios para el diálogo entre judíos y cristianos). N.º 54.
- 2002 Geografía de las Comunidades en la actual Comunidad Autónoma de Castilla y León. En Actas del Congreso En torno a las Comunidades de Castilla. Toledo.
- 2013 El eco en la prensa y documentación diplomática españolas de los procesos a los responsables de la derrota griega en Asia Menor. En ERYTHEIA núm.34.(Revista de estudios bizantinos y neogriegos), y en 2015 en BYZABTION NEA HELLÁS. (Revista anual de estudios griegos, bizantinos y neohelénicos), núm 34, 2015 págs. 161-202.
- 2017 Segunda república griega (1924-1935. Venizelos y la diplomacia española. Centro de Estudios Bizantinos, Neogriegos y Chipriotas, Ganada, 2017.
- 2020 Las vidas de una vida. Segovia, Edit. Ícaro.
- 2022 La guerra de Independencia Griega y la constitución de Epidauro según el diario EL ESPECTADOR. Tribuna Abierta de estudios Hispano-Helénicos, (pp. 71-84).
- 2022 Consecuencias de la Revolución Comunera en tierras de Segovia. Estudios Segovianos, T. LXIV. Núm 121, (pp. 47-66).
- 2023 El burgués que salió de la caverna. La Guerra Civil y el Franquismo vistos por la poesía de Jaime Gil de Biedma. Segovia, Edit. Isla del Náufrago.

### Literarias
- 2019 DE ÍTACA AL MAR DE PINARES: LA NAVA. LA INFLUENCIA DE ESTA EN LA VIDA Y LA POESÍA DE JAIME GIL DE BIEDMA. ENTRE EL NONAGÉSIMO ANIVERSARIO DE SU NACIMIENTO,13 DE NOVIEMBRE DE 1929, Y EL TRIGÉSIMO ANIVERSARIO DEL FALLECIMIENTO, 8 DE ENERO DE 1990, DEL POETA. En Estudios Segovianos 118, Tomo LXI (2019) Instituto Diego de Colmenares, pp. 355-372.
- 2020 La Guerra Civil española en la poesía de Jaime Gil de Biedma. En Tribuna Abierta de Estudios Hispano - Helenos B´. Congreso: 80 años de la Guerra Civil - Homenaje a E.Malefakis, pp. 141-151.

### Narrativa
- 2008 Teseo y Ariadna liberan Atenas.
- 2010 Entre olivos.

### Políticas
- 2015 Desde el Acueducto. "Análisis de las portadas de los diarios ABC, LA RAZÓN, EL PAÍS y EL MUNDO tras la jornada  electoral en Grecia". En Panorama Griego, 5 de febrero de 2015.
- 2015 Desde el Acueducto. "La nueva victoria SYRIZA en las portadas de ABC, LA RAZÓN, EL PAÍS, EL MUNDO y LA VANGUARDIA". En Panorama Griego, 24 de septiembre de 2015.
- 2016 Resumen del análisis de la Gran Depresión realizado por la Sociedad de Naciones. Del PASOK a SYRIZA. Quince años de cambios políticos en plena crisis económica.
- 2018 "Ισπανία - Καταλονία" en ΣΤΟΡΙΑ ΕΙΚΟΝΟΓΡΑΦΗΜΕΝΗ, ΤΕΥΧΟΣ 595, ΙΑΝΟΥΑΡΙΟΣ 2018. "España - Cataluña" en Historia iconográfica, enero 2018.

### Segovia
- 1975 Algunas notas sobre la alfarería en la provincia de Segovia. En Rev. Narria, n.º 6. Universidad Autónoma de Madrid.
- 2010 Segovia y su Acueducto. CD.